# Jules Vibert
Pour les articles homonymes, voir Vibert.
Louis Joseph Jules Vibert né à Lyon le 4 avril 1815 et mort à Gennevilliers le 30 janvier 1889 est un peintre français.

## Biographie
Élève de Paul Delaroche, entré aux Beaux-Arts de Paris en 1839, Jules Vibert débute au Salon de 1841.   
Il peint La Présentation de la Vierge et l’Assomption pour la chapelle de la Vierge de l’église de Jésus, rue de Sèvres, aujourd’hui disparu, mentionné par Lagrange en 1865 dans la Gazette des Beaux-Arts, ainsi que Le Christ sur croix entre la saint Vierge, sainte Madeleine et saint Jean pour la chapelle Saint-Denis de l’église de Dugny en 1863. Ce grand retable, détruit lors des bombardements de la Seconde Guerre mondiale, mesurait 230 × 130 cm. Il est aujourd’hui connu grâce à l’esquisse sur panneau provenant de la collection Suzanne Manet.
L’épouse de Jules Vibert, Martha Adriana Johanna Leenhoff (née en 1834), est la sœur de Suzanne Manet (1829-1906), l’épouse d’Édouard Manet et du sculpteur Ferdinand Leenhoff (1841-1914). Leur second fils, Édouard, deviendra copiste de Manet, sans but de tromperie[réf. nécessaire].

## Œuvres dans les collections publiques
Canada
- Québec, Musée national des beaux-arts du Québec : Saint François (?), entre 1845 et 1875[6].

France
- Grenoble, musée de Grenoble : Portrait en pied du général Marchand, 1865.
- Paris :
  - église Saint-Nicolas-des-Champs, chapelle du Sacré-Cœur : Le Christ montrant son cœur aux fidèles, 1867.
  - église Saint-Ignace, chapelle des Martyrs : La Canonisation des martyrs du Japon, 1868.
- Saint-Étienne, église Saint-Ennemond : Le Christ descendu de la Croix, 1845.

## Salons
- 1845 : Le Christ descendu de la croix.
- 1846 : Femme jouant de la basse de viole, costume, vénétien[7].
- 1848 : L'Enfant Jésus cueillant des roses sauvages se blesse avec une épine.
- 1850 : Le Petit Chien qui secoue de l’or et des pierreries ; Portrait d'Amédée de Noé.
- 1855 : Plafond pour la bibliothèque du château de Nozet, sujet principal, Béatrice, Laure Léonore d’Este, entourage, Dante, Pétrarque, Tasse.
- 1859 : Une visite domiciliaire sous la Terreur ; L’Ancien et le Nouveau Testament, partie d’une frise pour la décoration de la bibliothèque du château de Nozet (ancienne collection M. E. Lafond).
- 1866 : L’Annonciation et Mater Dolorosa, destiné à la chapelle du palais de justice[8].
- 1869 : Le Christ donnant les clefs de l'Église à saint Pierre.

Œuvres de Jules Vibert
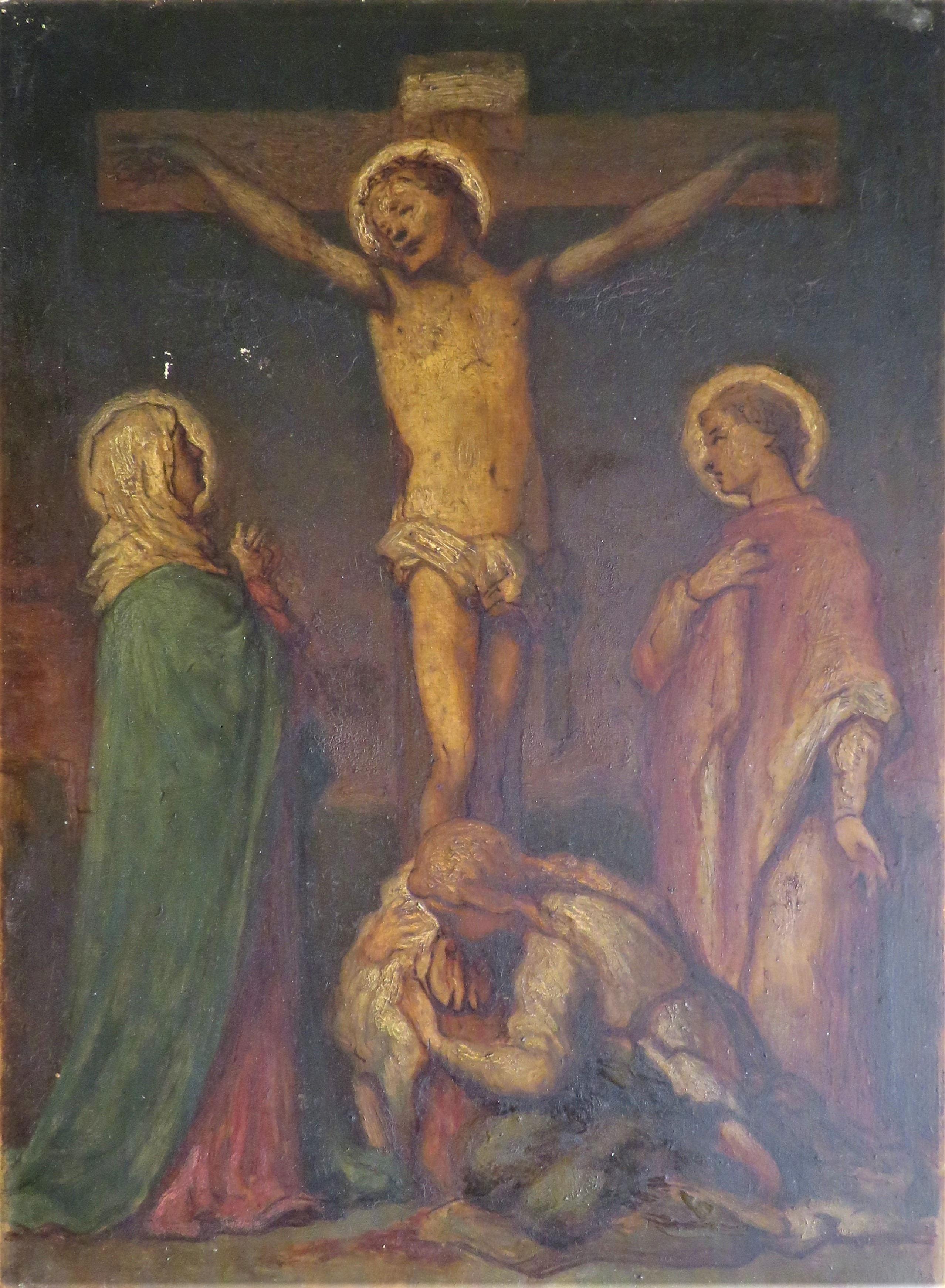
Le Christ en Croix entre saint Jean, sainte Marie et sainte Madeleine (1863), localisation inconnue.
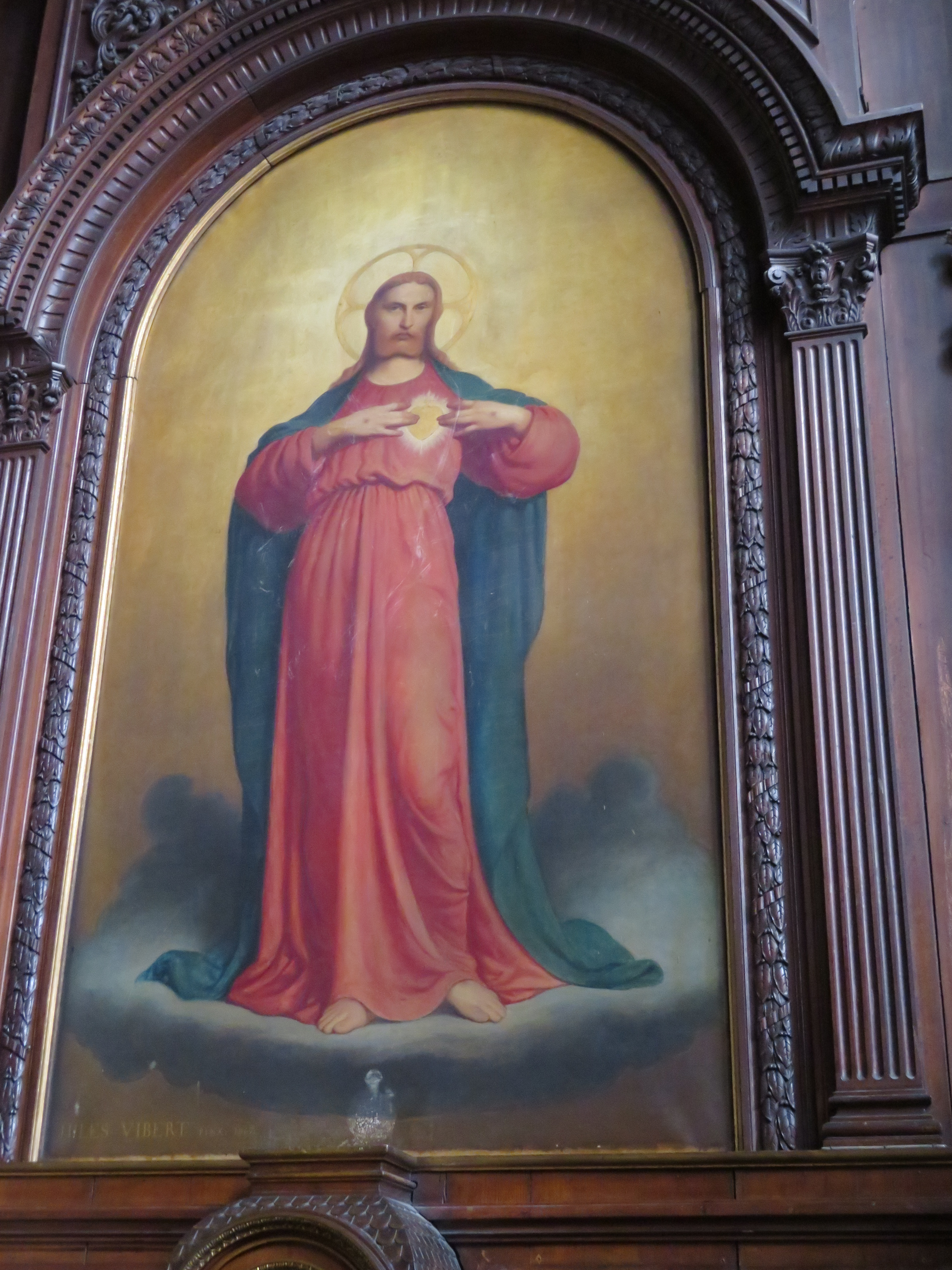
Le Christ montrant son cœur aux fidèles (1867), Paris, église Saint-Nicolas-des-Champs, chapelle du Sacré-Cœur.
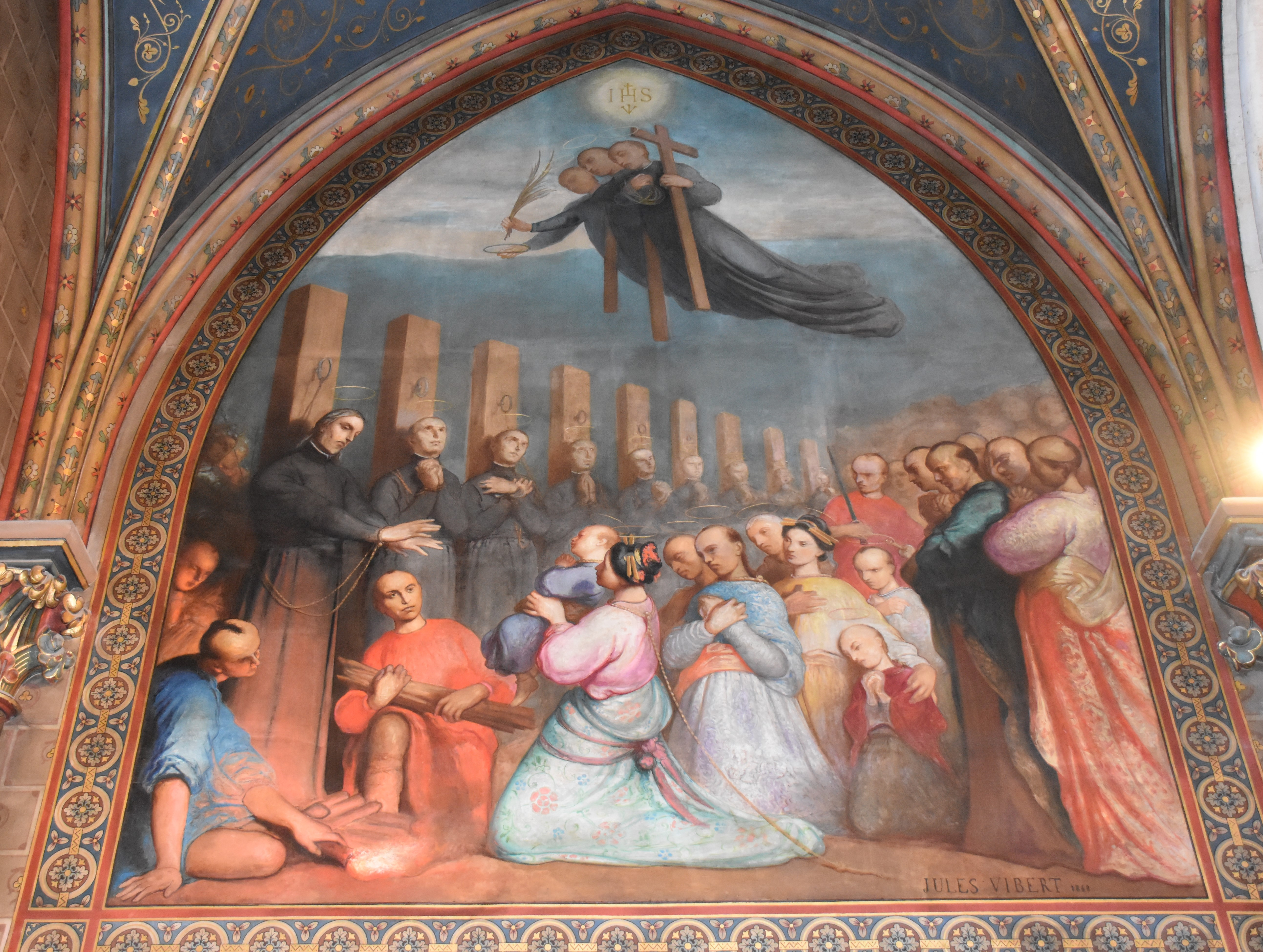
Bienheureux Martyrs de la Compagnie de Jésus au Japon (1868), Paris, église Saint-Ignace.
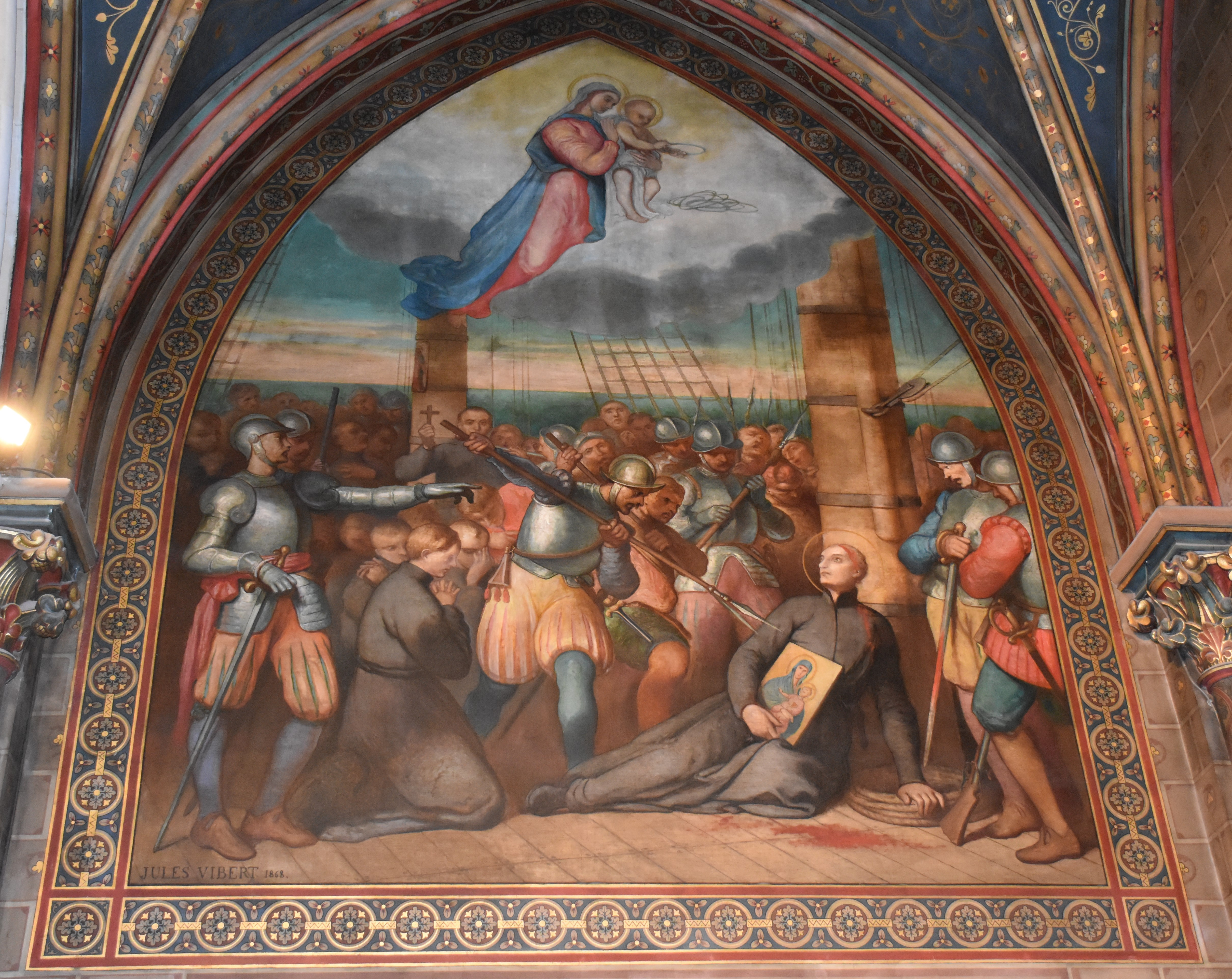
Martyre du Bienheureux Ignace d'Azévédo et ses 39 compagnons (1868), Paris, église Saint-Ignace.